# Фицморис, Патрик, 17-й барон Керри
Патрик Фицморис, 17-й барон Керри и барон Ликсно (англ. Patrick Fitzmaurice, 17th Baron Kerry; 1551—1600) — ирландский дворянин, политик и пэр.

## Биография
Сын и наследник Томаса Фицмориса (1502—1590), 16-го барона Керри (1550—1590), и леди Маргарет Фицджеральд, дочери Джеймса Фицджеральда, 14-го графа Десмонда.
Патрик Фицморис был отправлен в Англию в раннем возрасте в качестве залога лояльности своего отца. Когда ему исполнилось двадцать лет, королева Англии Элизабет разрешила ему вернуться в Ирландию. В 1580 году он присоединился ко Второму восстанию графа Десмонда, но вскоре после этого Эдмунд вместе со своим братом был застигнут врасплох и заключен в замке Лимерик. В августе 1581 года ему удалось бежать при попустительстве, как подозревалось, его тюремщика Джона Шерифа, клерка артиллерийского вооружения. Сообщалось, что в сентябре 1582 года он отправился в Испанию вместе с католическим епископом Киллало, но в январе 1583 года он был ранен в Дингле, а в апреле 1587 года взят в плен и отправлен в Дублинский замок.
В 1588 году сэр Уильям Герберт предпринял похвальную попытку добиться его освобождения, предложив заложить его залог под максимальную стоимость его земли и имущества за его лояльное и послушное поведение, «зная, что у него нет буйного характера». Однако ему противостояли Сент-Леджер и Фицуильям, и, несмотря на любящую попытку его жены добиться свободы, он оставался в тюрьме до 1591—1592 годов. Во время последнего великого восстания, потрясшего Ирландию во время правления Елизаветы, он, возможно, больше по принуждению, чем по свободному выбору, присоединился к повстанцам; но очевидная руина, постигшая его, и потеря замка Ликсно так повлияли на него, что он умер вскоре после этого, в августе 1600 года. Он был похоронен вместе со своим дядей Дональдом, графом Кланкаром, в монастыре Грей в Ирло в Десмонде.
Патрик Фицморис был женат на Джоан или Джейн Рош, дочери Дэвида Роша, виконта Фермоя, и от неё имел трех сыновей Томаса, ставшего 18-м бароном Керри, Джеральда и Мориса, а также двух дочерей, Джоан и Элеонору.